# Ледник Жамбыла
Ледник Жамбыла (каз. Жамбыл мұздығы) — долинный ледник в Казахстане на северном склоне хребта Джунгарский Алатау. Площадь 11,2 км², длина — 6 км.
Из ледника берёт начало река Малый Баскан (приток Баскана).

## География
В восточной части ледника Жамбыла расположены три высочайших вершины Джунгарского Алатау: пик Семёнова-Тянь-Шаньского, пик Шумского и пик Абая.
В западной части ледника Жамбыла находится пик Жамбыла. На юге — перевал Аманбухторский.
Площадь ледника ежегодно сокращается в среднем на 2,5 м².

## Название
Назван в честь Джамбула Джабаева — казахского народного поэта-акына.

## История изучения
В 1956 году экспедиция Географического сектора Национальной академии наук Казахской ССР провела исследование ледника. В 1957, 1959 и 1962—1968 годах исследования продолжились, ряд географических параметров был уточнён. В 1966 году появились фотографии.